# ري كامينغز
ري كامينغز (بالإنجليزية: Ray Cummings)‏‏ (30 أغسطس 1887 في نيويورك - 23 يناير 1957 في مونت فيرنون، نيويورك)؛ روائي، وكاتب خيال علمي من الولايات المتحدة.

## روابط خارجية
- ري كامينغز على موقع ديسكوغز (الإنجليزية)